# Arno Wollensak
Arno Wollensak (1955-La Floresta, agosto de 2016) fue líder de la secta alemana «Oasis de Luz». En su país de origen, Alemania, estaba requerido por un delito de abuso sexual de menores.
La secta se trasladó de Alemania a Austria, Portugal, Belice y Surinam.
Acusado de entrar a Uruguay con documentación falsa con le nombre de Mark Neumann en 2007, provenía de Surinam, y fue procesado con prisión en la Cárcel de Libertad en 2015. 
Entre las víctimas se encuentran la artista y psicóloga Katharina Meredith y la autora Lea Saskia Laasner, que lograron escapar. Vivía en una finca en las afueras de Los Cerrillos con su pareja Julie Ravel y una empleada.
Falleció en agosto de 2016 a los 61 años; la muerte fue por asfixia y el cuerpo encontrado en la playa de La Floresta.

Se realizaron dos allanamientos en su vivienda para dar con el paradero de sus dos acompañantes, Julie Ravel y Úrsula Frei, madre de Lea Saskia Laasner, autora del superventas, donde cuenta su denuncia y experiencia en la secta de Wollensak.